# Municipio de Olofström
El municipio de Olofström (en sueco: Olofströms kommun) es un municipio en la provincia de Blekinge, al sur de Suecia. Su sede se encuentra en la ciudad de Olofström. La fusión de las antiguas unidades en esta área tuvo lugar en 1967 cuando la ciudad de mercado Olofström (separada de Jämshög en 1941) se fusionó con Kyrkhult y Jämshög.

## Localidades
Hay 6 áreas urbanas (tätort) en el municipio:
| # | Tätort    | Población |
| - | --------- | --------- |
| 1 | Olofström | 7425      |
| 2 | Jämshög   | 1605      |
| 3 | Kyrkhult  | 1016      |
| 4 | Vilshult  | 327       |
| 5 | Gränum    | 208       |
| 6 | Hemsjö    | 73        |

## Ciudades hermanas
Olofström está hermanado o tiene tratado de cooperación con:
- Kwidzyn, Polonia